# Милькау, Фриц
Фриц Милькау (нем. Fritz Milkau) (28 сентября 1859, Лётцен, Германия — 23 января 1934, Берлин, Германия) — немецкий библиотековед, преподаватель и филолог.

## Биография
Родился 28 сентября 1859 года в Лётцене. Получил классическое филологическое образование. Без библиотечного образования был принят на работу в университетские библиотеки Берлина, Бонна и Кёнигсберга, там он и параллельно изучил основы библиотечного дела. В 1897 году познакомился с Фридрихом Альтхофом и начал активно с ним сотрудничать. В 1902 году был избран на должность директора университетской библиотеки в Грейфсвальде, данную должность он занимал вплоть до 1907 года. В процессе нахождения на посту директора библиотеки, он ориентировал работу на расширение круга читателей и предоставления им большего числа услуг, а также улучшения качества обслуживания и увеличение часов работы библиотеки. В 1907 году был избран директором университетской библиотеки в Бреслау, данную должность он занимал вплоть до 1921 года. Заслуги в деятельности этой библиотеки при нём таковы — он подписал распоряжение о создании славянского отдела, который впоследствии стал одним из самых богатых и полных в Германии. В 1921 году был избран на должность генерального директора Прусской государственной библиотеки в Берлине, данную должность он занимал вплоть до 1925 года, одновременно с этим занимал должность председателя библиотечной комиссии Общества экстренной помощи немецкой науки (ныне — Немецкое научное исследовательское общество). В середине 1920-х годов достиг пенсионного возраста, но несмотря на это, продолжил библиотечную деятельность. Был избран профессором Берлинского университета. В 1928 году был избран директором Института библиотековедения при Берлинском университете, данную должность он занимал вплоть до смерти.
Скончался 23 января 1934 года в Берлине.

## Научные работы
Основные научные работы посвящены библиотековедению. Автор ряда научных работ.
- Внёс огромный вклад в формирование и развитие библиотековедения как науки.
- Организовал и идейно вдохновил библиотечную политику Германии.

## Награды и премии
- Крест за заслуги в военной помощи
- Медаль Красного Креста 3 класса
- Орден Красного орла 3 класса с бантом